# Roberto García Ramos
Roberto García Ramos, seudónimo de Pascual García (Barrio de Barracas, Buenos Aires, Argentina; 9 de junio de 1908 - ibídem; 18 de septiembre de 1994), fue un importante dibujante, imitador y actor de revista porteña, cine, radio, teatro y televisión argentino.

## Biografía
Era el hijo de un matrimonio de andaluces Manuel García y Ana Coca. Apodado por sus amigos y colegas como  "El Chato García", fue un artista con recia personalidad, cuyos personajes de carácter fueron interpretados a conciencia a través de los años que representó su gran prestigio en la revista criolla. Sus hermanas eran Victoria Ramos, apodada "La Chata" y la bailarina y coreógrafa Anita García con quien pudo compartir escenario.

## Carrera
A los diez años forma un dúo con su hermana “Los Jerezanitos” en donde bailan y cantan género español, actuando en los teatros Majestic, Esmeralda -actualmente Teatro Maipo- y Metropol. A los catorce disuelven el grupo y en continuó con sus estudios en el Bernardo de Irigoyen de Barracas y por recomendación de su profesor de dibujo, el pintor Miguel Ángel Victorica, lo contrata el diario Crítica como ayudante ,junto a Dante Quinterno, del “Mono” Diógenes Taborda, desempeñándose después como caricaturista en este mismo, en Última Hora y en El Telégrafo, y en la revista Humorismo Porteño, entre otras.
García Ramos además de ser un gran cómico, fue un excelente imitador de personalidades de esa época como José Ignacio Rucci y el expresidente Arturo Illia.

### Filmografía
Su filmografía abarca grandes películas de las décadas del '40 y '50 como :
- 1939: Divorcio en Montevideo junto a Niní Marshall, Enrique Serrano, Sabina Olmos, Marcelo Ruggero, Nélida Bilbao, Pedro Laxalt y Mary Dormal; Dirección Manuel Romero.
- 1940: Corazón de Turco junto a Alí Salem de Baraja, Mario Baroffio, César Fiaschi, Serafín Paoli, Benita Puértolas, Marino Seré, Alberto Terrones, Malisa Zini y Warly Ceriani; Dirección Lucas Demare.
- 1940: Casamiento en Buenos Aires junto a Niní Marshall, Enrique Serrano, Sabina Olmos, June Marlowe, Hilda Sour, Marcelo Ruggero, Alberto Bello, Lucy Galián y Alfredo Jordán; Dirección Manuel Romero.
- 1944: El Muerto Falta a la Cita como Raúl Estévez. Junto a Ángel Magaña, Nélida Bilbao, Sebastián Chiola, Guillermo Battaglia, Maruja Gil Quesada, Oscar Villa, Tilda Thamar, Alberto Terrones y René Mugica; Dirección Pierre Chenal.
- 1947: La Dama de las Camelias junto a Ana González “La Desideria”, Héctor Quintanilla, Juan Corona, Lucy Lanny, Plácido Martín, Alejandro Lira, Italo Martínez, Pepe Harold y Héctor Márquez. Chile Films, Dirección José Bohr.
- 1950: Cinco Locos en la Pista con Rafael Carret, Jorge Luz, Zelmar Gueñol, Guillermo Rico, Juan Carlos Cambón y Nelly Darén; Dirección Augusto César Vatteone.[3]
- 1956: Estrellas de Buenos Aires junto a Pepe Arias, Maruja Montes, Juan Verdaguer, Alfredo Barbieri, Don Pelele, Pedro Quartucci, Thelma del Río, Nené Cao, Alba Solís, Oscar Valicelli, Elena Lucena, Lalo Malcolm, Gloria Ferrandiz, Antonia Herrero, Carlos Estrada y Mireya Zuliani; Dirección Kurt Land.
- 1973: La Casa del Amor, junto a Zulma Faiad, Jorge Porcel, Elena Lucena, Enrique Liporace, Pablo Palitos, Osvaldo Canónico, Vera Váldor, Carlos Fioriti y Oscar Villa, Dirección Aldo Brunelli Ventura.

### Televisión
- 1957: Aquí se Está Mejor que Enfrente, con Adolfo Stray, Dorita Acosta y Roberto Blanco.
- 1960: Uno Cualquiera, de Hugo Moser, con Mario Fortuna, Carmen Vallejo y Emilio Conte.
- 1960: Un Hombre de mi Ciudad.
- 1960 / 1963: Los Trabajos de Marrone, con José Marrone, Con Luisina Brando, Humberto De La Rosa, Isabel De Los Santos, Chola Duby, Marta González, Juanita Martínez, Rogelio Romano y Santiago Scalli, Humberto Selvetti y Carlos Serafino; Guion Carlos Carlino, Hugo Moser y Julio Porter; Dirección Mario Faig y Roberto Miranda.

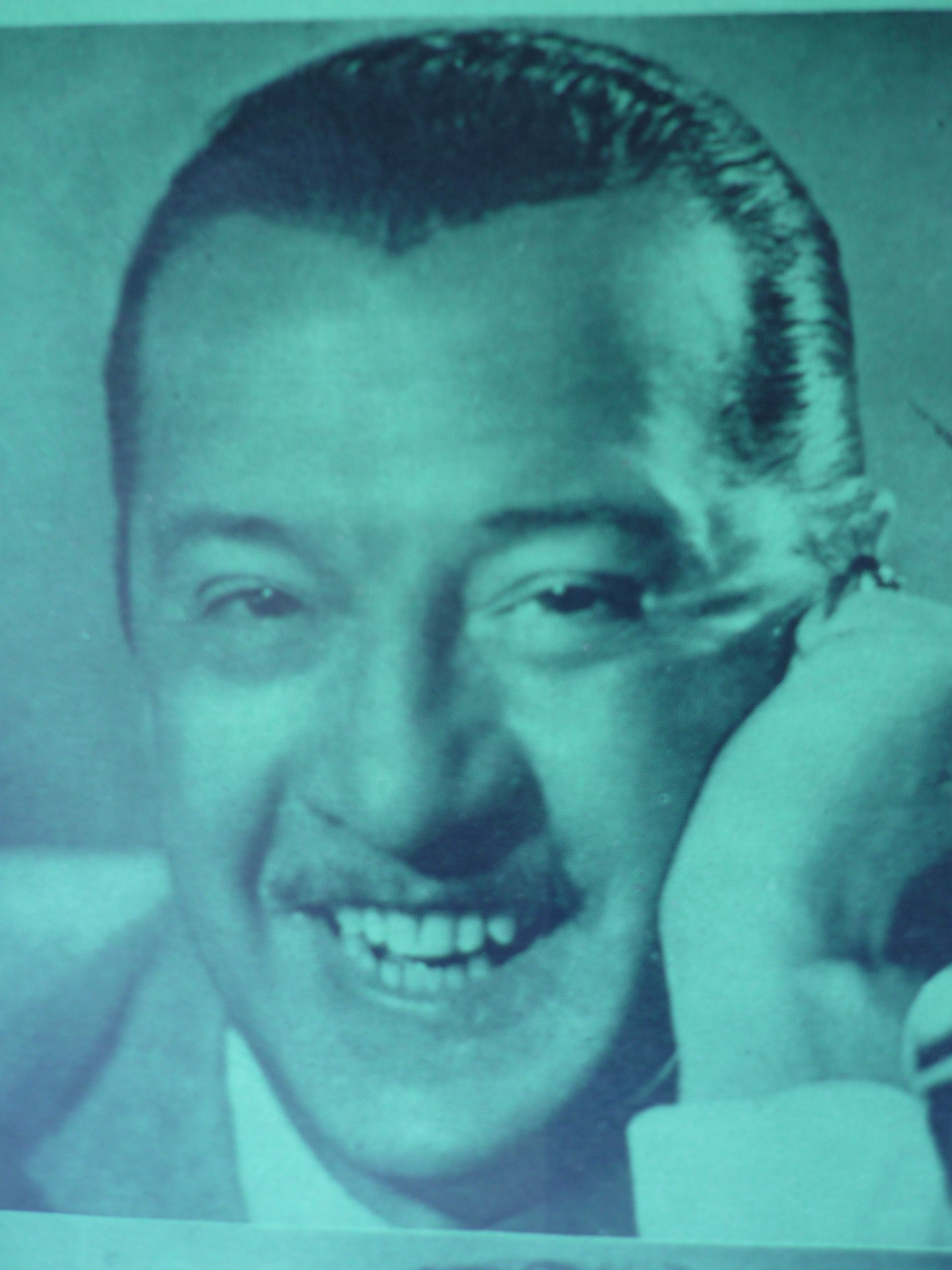
Roberto García Ramos.

- 1963: Gran Revista Supernueve, junto a un gran elenco que incluía a Adolfo Stray, Mirtha Legrand, Carlos Bala, Osvaldo Pacheco, Osvaldo Terranova y Vicente Rubino.
- 1965: La Matraca, con Osvaldo Terranova, Mimí Pons, Tino Pascali, Julia Alson, Tito Climent, Thelma Tixou, Raimundo Pastore y María Esther Gamas; Dirección de Carlos A. Colasurdo y Guion de Jorge Basurto, Carlos Garaycochea y Juan Carlos Mesa.
- 1968/1973: Don Jacobo, con Adolfo Stray, Elena Comte, Adrián Cúneo, Noemí del Castillo, Julián Favré, Julio César Fedel, Isabel Fernández y Miguel Ángel Fiorini, Michelle Bonnefoux, Ricardo Morán, Graciela Cohen, Sara Clérici, Juana Karsh, Mónica Krámer, Juan Carlos Lima, Elizabeth Makar, Isabel Messina  y Augusto Codecá; Guion de Rodolfo Dorgo, Marcos Martínez y Germán Ziclis y Dirección de Carlos A. Colasurdo y Wilfredo Ferrán

### Radio
Trabajo en la década del 40, época de oro de la radiofonía. Entre sus diversos radioteatros destacan:
- La Vendedora de Sueños y Tu vida y mi vida: Radio Argentina, con Mecha Caus. Escrita por Carlos Dumont.
- Daniel Medina, Abogado de Señoras: En Radio Mitre con Eleonora Risler. Escrita por Luis María Grau.
- Páginas de Amor: En Radio Prieto, con Zully Moreno.
- Teatro del Hogar: En Radio Tucumán de esa Ciudad.
- Tres chiflados por el cine: En Radio Belgrano con Nury Montsé y Daniel Belluscio. Escrita por Eduardo Boneo.
- Teatro Breve: En Radio Belgrano con Nury Montsé, Patrocinado por Jabón Federal.

### Teatro
En 1927 decide volcarse a las tablas cuando Enrique Rando le ofrece un puesto en la compañía de Azucena Maizani en el Teatro Porteño, y partir de ese momento nunca dejó de actuar. Entre sus trabajos más destacados figuran:
- 1928: Las Alegres Horas en el Teatro Apolo (Buenos Aires); Dirigida por Antonio De Bassi, con Gloria Guzmán.
- 1929: Así da Gusto Vivir en el Teatro Apolo; Dirigida por Antonio De Bassi, con Gloria Guzmán y elenco.
- 1930: Chispazos Teatro Empire con Carmen Lamas, Tania y Héctor Quintanilla.
- 1931: Ko Ko Ro Ko con Carlos Casaravilla, Hortensia Arnaud, Francisco Chiarello y Raquel Suárez.
- 1932: Las Horas del Amor con Rosita Rodrigo, Míster London y sus enanos,
- 1933: Express Revista Teatro Monumental con Tito Lusiardo, Alberto Anchart, Francisco Charmiello, María Esther Gamas, Francisco Petrone y Alba Bersi.
- 1933: La Venus Desnuda Teatro Smart con las Hermanas Celindas y Gloria del Río.
- 1934: Carnera Groggy se va a Quedar si ve Desnudos en el Smart Teatro Smart; con María Esther Gamas, Hermanas Celindas, Marcelo Ruggero, Héctor Quintanilla y Julita Ramírez.
- 1935: Fin de Fiesta Teatro Avenida de Barcelona; Teatro Lírico de Palma de Mallorca; Teatro San Fernando de Sevilla; Teatro Robledo de Gijón; Teatro Villamarta de Jerez; Teatro Principal de Alicante; Teatro Petit Palais de Málaga; con Enrique Santos Discépolo y Tania.

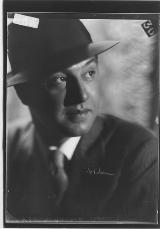
Roberto García Ramos.

- 1935: Hoje Hoje Teatro Rivoli de Oporto (Portugal) con Enrique Santos Discépolo y Tania.
- 1935: A Rainha do Tango Teatro Tivoli de Lisboa (Portugal) con Enrique Santos Discépolo y Tania.
- 1936: Las Siete en Punto Teatro Coliseum de Madrid con Celia Gámez, Carlos Castro, Carlos Casaravilla y Sacha Goudine.
- 1936: Ki Ki Teatro Coliseum de Madrid con Celia Gámez, Castrito, Carlos Casaravilla, Corita Gómez y Miguel Arteaga.
- 1937: Mantecon Teatro Nacional de Venezuela con Rosita Rodrigo, Margarita Obecko, Pepe Romeu, Trío Lanthos y elenco.
- 1937: El Cantar de las Estrellas Teatro Martí de La Habana con Julia Gómez, Pepito Romeu, María Cervantes, Rosa Negra y Moulinet.
- 1938: Ritmo Argentino Teatro Martí de La Habana con Jorge Escudero, Asunción Granados, Enrique Arredondo, Pepito Romeu, Alicia Rico y elenco.
- 1938: Señoritas de 1938 Teatro Nacional de La Habana con Margarita del Castillo, Redford and Wallace, Julia Gómez, Alpha Ayhelene, y el conjunto Royal Palm Stars..
- 1938: ¡Llave!... ¡Mucha Llave! Teatro Martí de La Habana con Victoria Alonso, Enrique Arredondo, Julia Gómez, Pepito Romeu, y Alicia Rico.
- 1938: Music Hall Revue Teatro Lírico de Distrito Federal México con Lupita Palomera, Julia Gómez, Okito, Las Copetonas y el Ballet Parisiense.
- 1938: Reflectores y Lentejuelas Teatro Palma de Distrito Federal México con Paquita Domínguez, Las Serranitas, Las Copetonas y Pepe Romeu.
- 1938: Hay que Tener Narices Teatro Comedia de Santiago de Chile con Malena Toledo, Pepe Rojas, Vina Martínez, Ansy and Reynold y Hermanas Kranitz.
- 1939: La Revista Tropical Teatro Maipo con Celia Gámez, Alberto Anchart, Mario Fortuna, Margarita Padín, Lalo Malcolm y Dringue Farias.
- 1939: Su excelencia se Lava las Manos Teatro San Martín con Carmen Lamas, Zully Moreno, Marta Monjardin, Elsa Bozan, Pascual Ferrandino, Gloria Faluggi y Vicente Climent.
- 1940 Se Alboroto… el Palomar Teatro San Martín Carmen Lamas, Gloria Faluggi, Marta Monjardin, Zully Moreno, Elena Bozán, Tito Lusiardo, Carlos Morganti, Alberto Anchart, Vicente Climent, y Dirección de Raúl Doblas.
- 1940: El Crimen del Palais Royal Teatro San Martín con Carmen Lamas, Carlos Morganti, Tito Lusiardo, María Antinea, Alberto Anchart, Gloria Faluggi y Vicente Climent.
- 1940 La Revista del Arte Teatro Casino Alberto Anchart, Severo Fernández, Thelma Carló, Margarita Dell, Teresita Pradón, Alicia Armisen, con Dirección de León Alberti.
- 1940 El Cumpleaños de la Revista Teatro Casino, Alberto Anchart, Severo Fernández, Thelma Carló, Margarita Dell, Teresita Pradón, Alicia Armisen, con Dirección de León Alberti.
- 1940 Buenos Aires en Caricatura de Ivo Pelay, Teatro Casino Alberto Anchart, Severo Fernández, Thelma Carló, Teresita Pradón, Alicia Armisen, Alba Regina, Zoriada Marreno, Julieta Pou, Carlos Castro, Eduardo Delabar, Héctor Ferraro, y Vicente Rubino.
- 1940: Maniquíes de Lujo Teatro Smart con Alfredo Distacio, Grazia del Río, Pedro Quartucci, Nora Sansó, Baby Correa y Agustín Barrios.
- 1941: Cosas de la Vida... en el Teatro Liceo con Pierina Dealessi, Carlos Morganti, Nélida Franco, Alicia Bernabé, Paquita Vehil, Irma Lagos, Alberto Bacigalupi, Rodolfo de la Serna y Roberto Oliva.

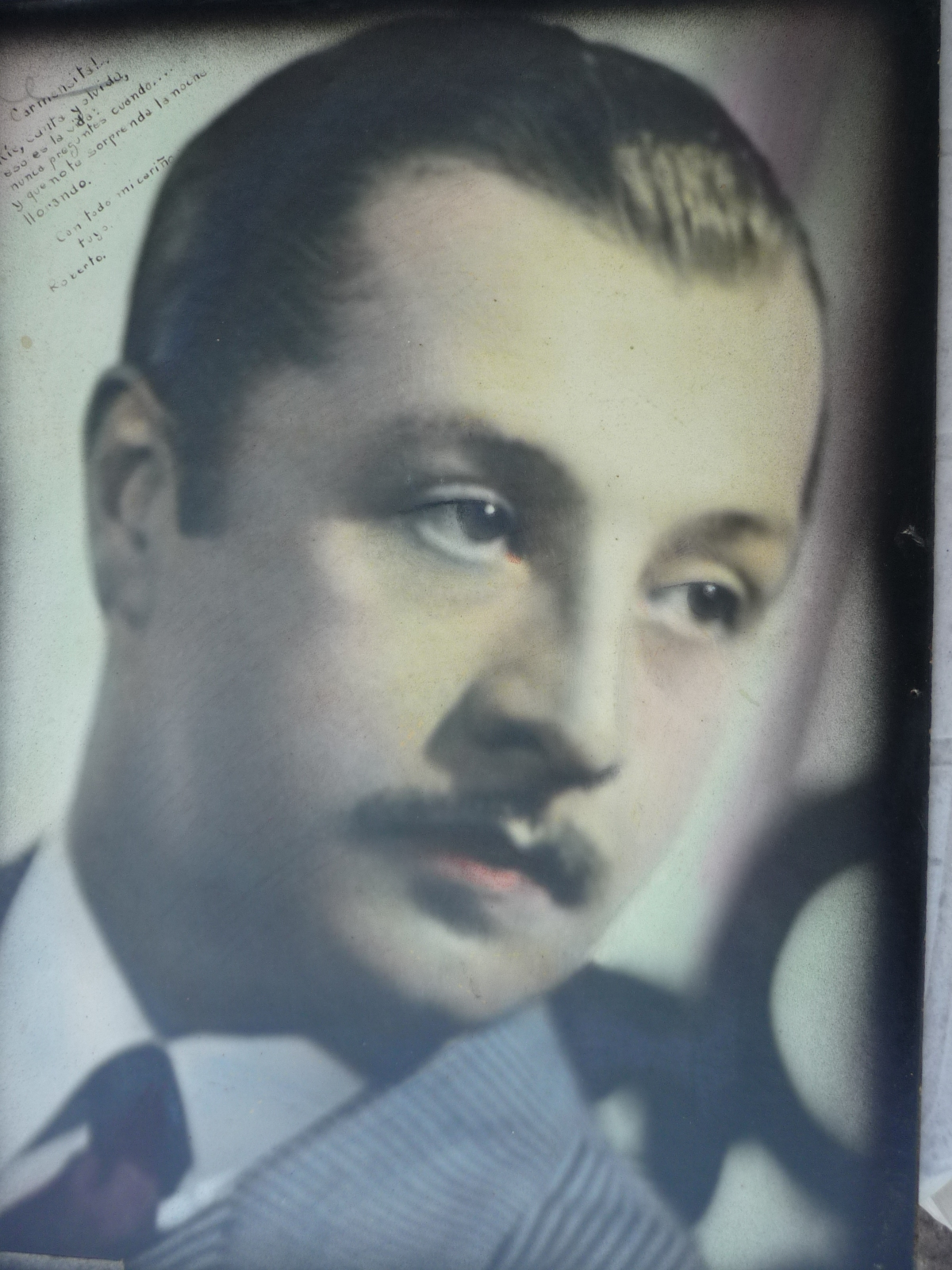
Roberto García Ramos.

- 1941 Madre María (Curandera Diplomada) de Ivo Pelay Teatro Liceo Compañía de Comedias de Pierina Dealessi y Carlos Morganti.
- 1941: La Pícara Almacenera en el Teatro Liceo con Pierina Dealessi, Carlos Morganti, Nélida Franco, Paquita Vehil, Félix Mutarelli y Cayetano Biondo.
- 1942: Aló… Aló Americana en el Teatro Balmaceda de Santiago de Chile con Pepita Cantero, Baby Correa, Beba Wilson, Carlos Rosingana y Pepe Romeu.
- 1943:  Intermezzo en el Circo Teatro Politeama (Buenos Aires) con Diana Montes, Susy Del Carril, María Esther Duckse, Pablo Palitos, Totón Podestá, Narciso Ibáñez Menta, Héctor Ferraro, Emilio de Grey, Chela de los Ríos, Cayetano Biondo y Alberto Arocena.
- 1943: Que se Diga por la Radio Teatro San Martín; con Juan Arias, Beba Bercó, Delia Coral, Queca Farías, Pedrín Fernández, Mario Fontana, Paquita Garzón, Narciso Ibáñez Menta, Zulema Indart, Alfredo Jofre, Juan Jofre, Anita Lasalle, Enrique López, Alejandro Maximino, Lorenzo Mendoza, Consuelo Menta, Chola Oloris, Fina Oloris, Marcelino Ornat, Georgette Paulet, Salvador Quibus, Santiago Rebull, Juanita Rey, Victoria Sportelli e Isabel Zaldívar.
- 1944: Amores de Paul Nivoix, Teatro San Martín con Aída Alberti, Roberto Airaldi y Miguel Gómez Bao. Dirección de Oreste Caviglia.
- 1944: Gran Colmao el Tronao Teatro El Nacional con José Ramírez, Lydia Campos, Rosita Contreras, Vicente Climent y Héctor Ferraro.
- 1944: Buenos Aires a Vista Teatro Royal, San Pablo Brasil con Nina Marco, Thelma del Río, Anita Ramos, Roberto Blake, Eber Lobato, Los Reixs, Víctor Martucci, Lazo D´argas, The Turnes, Dorita Indart, Irene Indart, y Angelillo.
- 1945: ¡Los Muchachos Quieren Volver! Teatro El Nacional con Victoria Cuenca, Mabel Miranda, Nené Cao, Carmen del Moral, Carlos Castro, Vicente Formi, Jesús Gómez y Ramón Garay.
- 1945: Está… Tutto Listo! Teatro El Nacional con Victoria Cuenca, Mabel Miranda, Nené Cao, Carmen del Moral, Carlos Castro, Vicente Formi, Jesús Gómez y Ramón Garay.
- 1945: Doña Mariquita de mi Corazón Teatros Politeama y San Martín con Ana Lasalle, Paquita Garzón, María Gámez, Marcelino Ornat y Pedrín Fernández.
- 1945: Canta Brasil Teatro Recreio Compañía de Walter Pinto en Río de Janeiro, con Margarita Dell,
- 1946: O Mundo É Uma Dançar Teatro Río (Río de Janeiro) con Telma Carlo, Nené Cao, Rafael García, Víctor Martucci y Carmen Rodríguez.
- 1946: Los Cien Barrios Porteños Teatro Maipo con María E. Gamas, Tito Climent, Silvia Galán, Arturo Palito, Adela Morey, Héctor Gagliardi, Rafael García, Nené Cao, Gogó Andreu, Alberto Castillo y Amelita Vargas.
- 1946: Dove Está la Papa Teatro Maipo con María E Gamas, Tito Climent, Nené Cao, Gogó Andreu, Amelita Vargas, Héctor Gagliardi y Alberto Castillo.

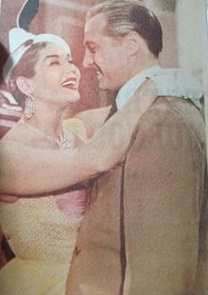
Elena Lucena con Roberto García Ramos.

- 1947: La Revista de Nylon Teatro Casino; con Alberto Anchart, Carlos Buti, Tito Climent, Gogó Andreu, Carmen del Moral, Oscar Villa, Isabel Hernández, Gloria Dix, Marlene, Annie Lee, Elisa Labarden, Arturo Palito, Teresa y Luisito y Las Casino Girls, Coreografía Ángel Eleta, director general, Carlos A. Petit.
- 1947: Treinta Bocas de Mujer Teatro Casino; con Alberto Anchart, Carlos Buti, Tito Climent, Gogó Andreu, Carmen del Moral, Oscar Villa, Isabel Hernández, Gloria Dix, Marlene, Annie Lee, Elisa Labarden, Arturo Palito, Teresa y Luisito y Las Casino Girls, Coreografía Ángel Eleta, director general, Carlos A. Petit.
- 1947: El Nombre más Lindo del Mundo Teatro Dieciocho de Julio (de Montevideo), Libro de Wimpi con el debut teatral de Juan Carlos Mareco (Pinocho), Carmen del Moral, Carlos Roldán y Victoria Ramos.
- 1948: Club Nocturno El Cortijo de Barcelona y Villa Rosa de Madrid junto a Carmen del Moral.
- 1950:  Café Concierto 1900 Teatro El Nacional con José Ramírez, Margarita Padín, Vicente Climent y Teresa Puente.

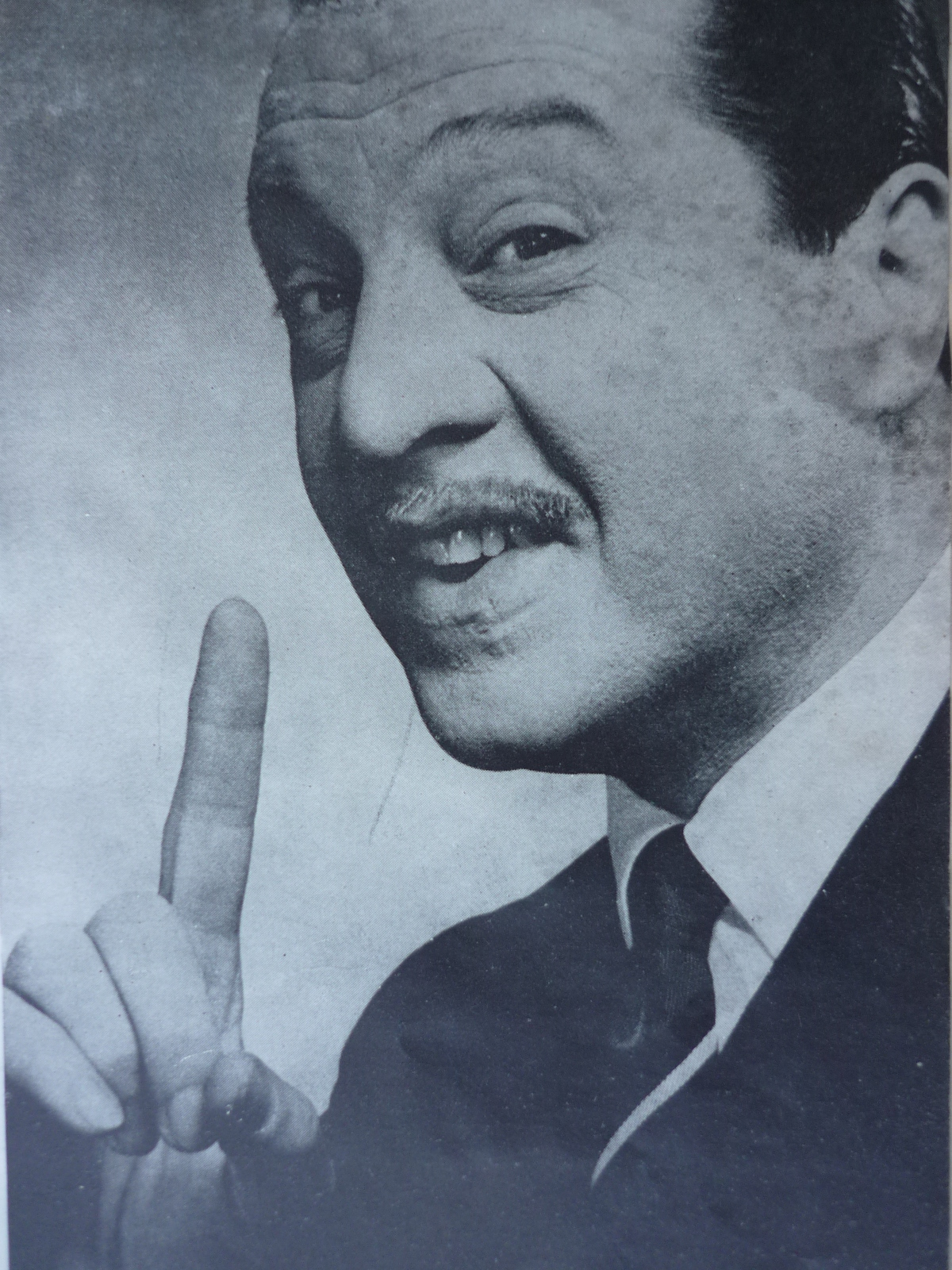
Roberto García Ramos.

- 1950: Cada Día un Nuevo Plato Teatro Comedia con Alberto Anchart, Tito Lusiardo, Severo Fernández, Lalo Malcolm, José Marrone, Blanquita Amaro, Olguita Lamas, Trío los Caballeros del Trópico, Doris y Robert y Las Girls del Comedia, Dirección Musical Ricardo Devalque, Dirección Coreográfica Ethel Anderson, Dirección General Carlos A. Petit.
- 1950: Ayer y Hoy de los Barrios Porteños Teatro Comedia junto a Alberto Anchart, Tito Lusiardo, Severo Fernández, Lalo Malcolm, José Marrone, Blanquita Amaro Olguita Lamas, Trío los Caballeros del Trópico, Doris y Robert y Las Girls del Comedia, Dirección Musical Ricardo Devalque, Dirección Coreográfica Ethel Anderson, Dirección General Carlos A. Petit.
- 1950: Se Necesita un Sinvergüenza Teatro El Nacional con Nelly Hering, Lalo Malcom, José Ramírez, Concepción Sánchez y Oscar Villa.
- 1951: Aquí se Armó la Gorda Teatro El Nacional con José Ramírez, Vicente Formi, Carmen Llambí, Germán Vega, Panchito Romano y Juan Boiso.
- 1952: Aquí se Ríe la Gente con Alberto Anchart, Arturo Bamio, Alicia Barrié, Cora Farías, Juanita Farías, Mario Fortuna y Laurita Fernández.
- 1953: El Marido que Soñé Teatro Politeama (Buenos Aires) con Miguel Ligero, Ramón Garay, Héctor Quintanilla, Enrique Bellucio, Lilian Bell, Olga Moreno y Elsa Marval.
- 1954: Che Fírmame el Divorcio Teatro Comedia, Autor Genaro Scarano, con la actuación de José Ramírez, Carmen Llambí, Juan Carlos Salas, Blanca Del Valle, Hugo Vallejo, Josefina Daniele y María Esther Leguizamon.
- 1954: Ha Entrado un Hombre Desnudo Teatro Buenos Aires con Raimundo Pastore, Alba Regina, Vicente Formi, Delfy Miranda, Milagros Larraine, Roberto Chohare y José María Pedrosa.
- 1954: El Padre Liborio Teatro Comedia junto a José Ramírez, Perla Santalla y Adolfo Linvel.
- 1954: Hay de Todo, Menos Carne, en la Viña del Doctor… Teatro 18 de Julio con Raimundo Pastore, Alba Regina, Vicente Formi, María Leguizamos, Juan Daniele, Armando Parente, Cristina Mora y Carlos Romero.
- 1955: Las Piernasmascope de el Nacional Teatro El Nacional con Nélida Roca, May Avril, Pepe Arias, Juan Verdaguer, Tato Bores, Héctor Rivera, Alfredo Barbieri, Tito Lusiardo, Beba Bidart y Nené Cao.
- 1955: Los Caballeros Prefieren la de El Nacional Teatro El Nacional con Pepe Arias, Maruja Montes, Juan Verdaguer, Alfredo Barbieri, Don Pelele, Thelma del Río, Nené Cao, Elena Lucena, y Mireya Zuliani.
- 1955: Llegaron los Gorilas de Carlos A. Petit; Teatro Cómico; con Noemí Amaya, Alfredo Barbieri, Mirtha Bielsa, Diana Cortesana, Luis García Bosch, Elena Lucena, Lalo Malcolm, Norma Marín, Betty Norton, Rosario Norton, Margarita Padin,, Don Pelele, Héctor Rivera y Miguel Valdés
- 1956: Si Yo Fuera Presidente Teatro El Nacional con Pepe Arias, Marcos Caplan, Tato Bores, Nelida Roca, Nene Cao, May Avril, Don Pelele, Beba Bidart y Tito Lusiardo. Dirección Carlos A. Petit.
- 1957: Nerón Cumple Teatro El Nacional con Pepe Arias, Adolfo Stray, Egle Martin, Tato Bores, Nene Cao, Nélida Roca, May Avril, Pato Carret, Nelly Raymond y Thelma del Río. Dirección Carlos A. Petit.
- 1958: Luces de Buenos Aires Teatro El Nacional, con Tita Merello, Luis Arata, Tito Lusiardo, Mariano Mores, Beba Bidart y Ángel Eleta.
- 1959: Ya Tiene Presidente el Pueblo Teatro El Nacional; Dirección Carlos A. Petit; Enrique Iturraspe; con Música de Roberto Cesari con Pepe Arias, Adolfo Stray, Maruja Montes, Marcos Caplan, Lidia Scotty, Dorita Burgos, Rita Varola, Vicente La Russa, Enrique Brown, Diana Lupe, Nora Núñez, Nelly Raymond, El Gran Delfino, Mario Fortuna (Hijo) , Ángel Eleta, Rafael Carret y Marina y Alberto con su Ballet.
- 1959: Un Gorila en la Corte del Rey Arturo Teatro El Nacional; con Adolfo Stray, Diana Lupe, Marcos Caplan, Tato Bores, Alberto Anchart, Rita Varola, Dorita Burgos, Nelly Raimond, Nora Nuñez, Vicente La Russa, Mario Fortuna h., El Gran Delfino, Balet de Marina y Alberto, Ángel Eleta, Rafael Carret (El Pato) y May Avril.
- 1960: Arturo en el País de la Mala Leche Teatro El Nacional; con Adolfo Stray, Tito Lusiardo, Nene Cao, Nora Nuñez, Oscar Villa, Rita Varola, Los T.N.T., Tony Moro, May Avril y Severo Fernández, Dirigida por Carlos A. Petit.
- 1960: Calma… Calma… Cada Cual Tendrá Su… Impala Teatro El Nacional; con Adolfo Stray, Dorita Burgos, Mabel Luna, Marlene, Lucho Navarro, Vicente Formi, Pepe Parada, Miguel Cossa y Oscar Villa.

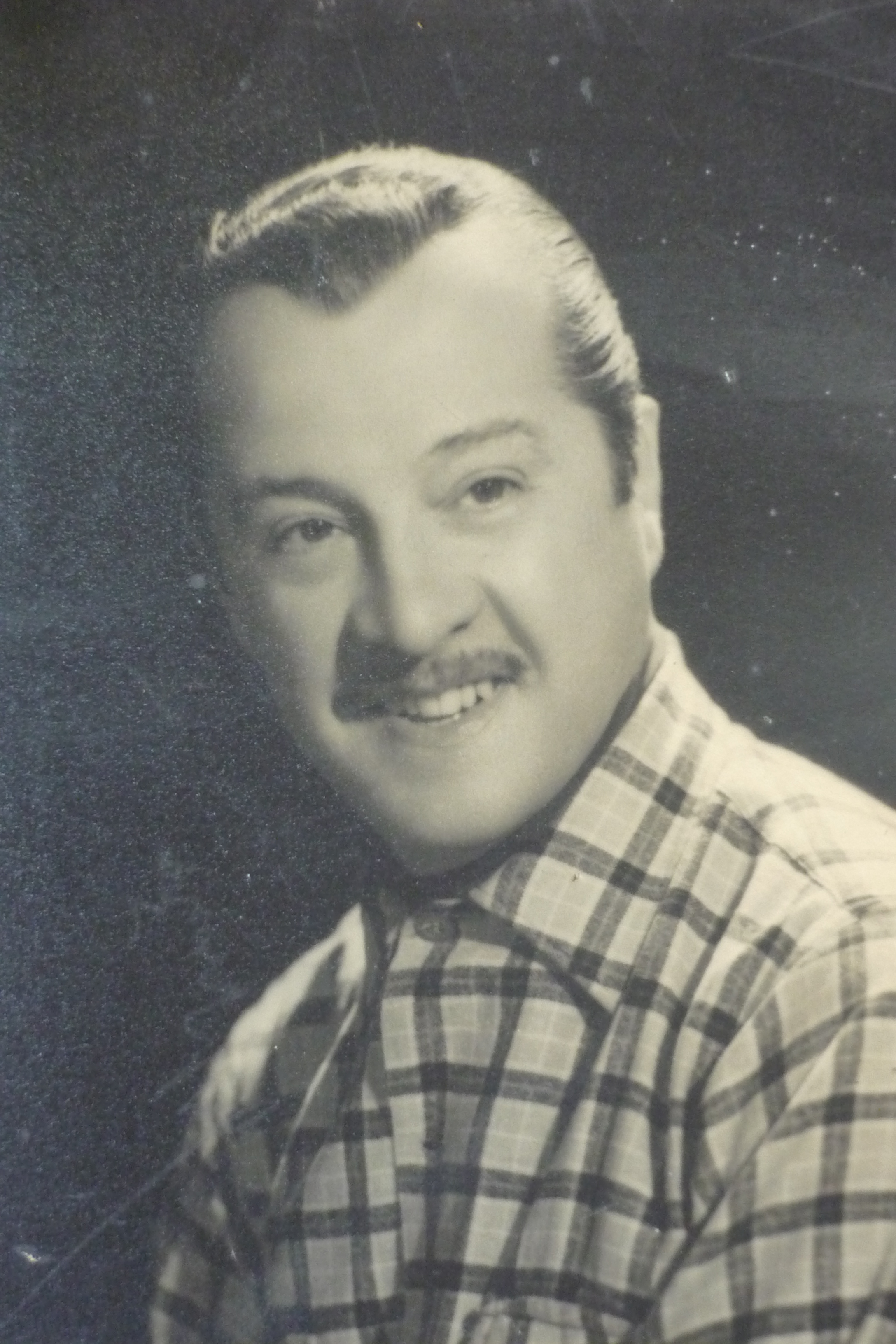
Roberto García Ramos.

- 1961: !Chorros de Petróleo¡ Teatro El Nacional; con Adolfo Stray, Bob Bromley, Hermanas Berón, Beba Bidart, Dorita Burgos, Juan Carlos Mareco (Pinocho), Rita Varola, Vicente Formi, Pepe Parada, Miguel Cosa y Susana Brunetti.
- 1962 Coccinelle en el Maipo Teatro Maipo; Coccinelle, Vicente Rubino, Nyta Dover, Nora Nuñez, Gloria Montes, Oscar Villa, Luis G. Bosch, Leda Montes y Los Duendes Gitanos.
- 1963: Y Buenos Aires… Azul Quedó ! Teatro Maipo; Dirigida por Carlos A. Petit, con Adolfo Stray, Silvia del Río, Héctor Rivera, Doris del Valle, Susana Brunetti, Oscar Villa y Pablo del Río.[4]
- 1963: Marco Antonio y Cleopatra Teatro El Nacional; Dirigida por Carlos A. Petit, con Adolfo Stray, Don Pelele, Doris del Valle, Fidel Pintos, Nora Nuñez, Nené Cao y Oscar Villa.
- 1964: !Esto es París¡ Teatro El Nacional; con Nélida Roca, Adolfo Spray, Gogó Andréu, Pepe Parada, Hellen Grant, Silvia Scout, Pato Carret y Pablo Del Río.
- 1964: !La Revista está Loca…Loca…Loca… Loca…¡ Teatro La Comedia de Rosario con Adolfo Stray, Nélida Roca, Silvia Scaott, Hellent Grant, Carlitos Scazziotta, Pepe Parada y Pablo del Río.
- 1965 Buenos Aires en Primavera, Teatro El Nacional, Dirección General de Carlos A. Petit, Coreografía Eric Zepeda, con Adolfo Stray, Zulma Faiad, Gogó Andreu, Julia Alson, Thelma Tixou, Carmen Álvarez, Amparito Castro, Óscar Villa, Nito Mores, Los Arribeños, Pablo del Río, y Mariano Mores con su Orquesta.
- 1965: La Lechuguita y el Pato Volador Teatro La Comedia de Rosario; con Zulma Faiad, Pato Carret, Los Arribeños y Pablo del Río.
- 1966: La Moda Viene con Botas Teatro El Nacional; con Adolfo Stray, Nélida Roca, Hellen Grant, Alfredo Barbieri, Pete Martín y Dringue Farias.
- 1967: Contrastes en Pasarela Teatro El Nacional; con Adolfo Stay, Alfredo Barbieri, Zulma Faiad, Verdaguer, Helen Grant, Joe Rigoli, Los Bombos Tehuelches y Pete Martin.

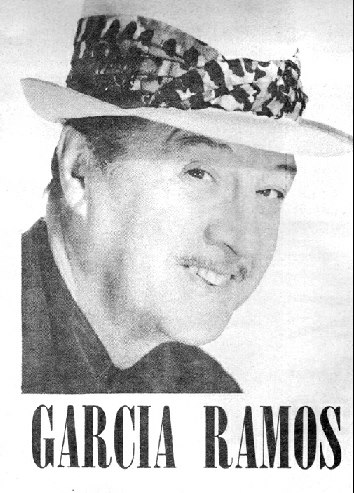
Roberto García Ramos.

- 1967: El Mundo Quiere Reír Teatro El Nacional; Dirigida por Carlos A. Petit, con Adolfo Stray, Nelida Roca, Alfredo Barbieri, Juan Verdaguer, Susana Brunetti, Helen Grant y Los Arribeños.
- 1967: El Tren de la Alegría Teatro El Nacional; Dirigida por Carlos A. Petit, con Juan Verdaguer, Joe Rigoli, Hellen Grant, Franca Alario, Roberto Abel Zorrilla, y Beatriz Eleta.
- 1968: Ver...Ver...Verdísima con José. Marrone, Norma Pons, Mimí Pons, Alfredo Barbieri, Carlitos Scazziotta y Pablo del Río.
- 1968: Cuando mi Abuelita no era Hippie Teatro El Nacional; con Zulma Faiad, Dringue Farías, Alfredo Barbieri, Mimí Pons, Norma Pons y Moria Casán.
- 1968: Esta Revista también Mata Teatro El Nacional; con Adolfo Stray, Alfredo Barbieri, Norma y Mimi Pons, Carlos Scazziota, Tini Araujo, Isabel Hernández, Mariano Mores, Nito Mores, Silvia del Río, Cacho Galeano, Lorena Car, Franca Alario director general, Carlos A. Petit, y Coreografía de Eric Zepeda.
- 1969: Corrientes... casi esquina Champs Elysees Teatro El Nacional; con Nélida Lobato y Adolfo Stray, Alfredo Barbieri, Carlos Scazziota, Tini Araujo y las Blue Bell Girls.
- 1970: Después de Z... Viene P..., con Alfredo Barbieri, Nelida Lobato, Rafael Carret, Pochi Grey, Juan Carlos de Zeta y las Blue Bell Girls.
- 1970: Mame Teatro Cómico; con Beatriz Bonnet, Delfor Medina, Haydée Padilla y Mabel Manzotti.
- 1971: Oh Calcutta' Al Uso Nostro, Teatro El Nacional; Con Dirección Musical de Lino Vinci y escenografía y codirección de Francisco Reimundo. Junto a las hermanas Mimí Pons y Norma Pons, Alfredo Barbieri, Pedrito Rico, Mario Fortuna, Míster Álex, Irene Moreno, Elena Barrionuevo, Claudio Borel, Enrique Barreta, Christi Elaine y José Enrique.
- 1971: Ruido de Aplausos Teatro El Nacional; Dirigida por Carlos A. Petit, con Adolfo Stray, Ethel Rojo, Alfredo Barbieri, Mimi y Norma Pons, Alberto Locatti, Pete Martin y Fernando Grahal.
- 1971: La Revista de Buenos Aires Teatro El Nacional (Buenos Aires); Dirigida por Carlos A. Petit con Alfredo Barbieri, Tito Lusiardo, Norma y Mimi Pons, Rosana Falasca, Katia Iaros, Pete Martín, Adriana Paret, Mario Fortuna, Rafael Carret, Los duendes del Bombo, y Fetiche.
- 1971 Nerón Vuelve, Teatro El Nacional; Original de Carlos A. Petit y Francisco Raimundo, Coreografía Enrique Ibarreta, Música Lino Vinci, con Adolfo Stray, Norma y Mimi Pons, Alfredo Barbieri, Vicente Rubino, Katia Iaros, Mario Fortuna, Marcos Zucker, Adriana Parets, Raimundo Pastore, Los Bombos Tehuelches, Christi Elaine, y Les Girls 71.
- 1972: Fantastica Teatro El Nacional; con Zulma Faiad, Vicente Rubino, Rafael Carret, Carlos Scazziota, Marcos Zucker, Katia Iaros, Adriana Parets, Dúo de Dos, Estela Raval, Patricia Dal, Cristina Cendra, Enrique Ibarreta, Moria Casán, y Polvorita (Oscar Carmelo Milazzo), director general, Carlos A. Petit, coreografía de Pedro Sombra, codirección Francisco Raimundo, y dirección de vestuario Petthy Petcoff.
- 1972: Buenos Aires al Verde Vivo Teatro El Nacional; Dirigida por Carlos A. Petit, con Alfredo Barbieri, Adolfo Stray, José Marrone, Katia Airos, Moria Casán, Violeta Montenegro, Carlos Reyes, Pete Martín.
- 1973: Aquí se Mata de Risa Teatro Cómico de Buenos Aires - actual Teatro Lola Membrives Dirigida por Carlos A. Petit con Adolfo Stray, Alfredo Barbieri, Carmen Barbieri, Don Pelele, Patricia Dal, Rafael Carret, Moria Casán, Micket Squar, Raquel Álvarez, Lynn Allison, Coreografía Eric Zepeda, Música Horacio de la Roca y la Escenografía de Francisco Raimundo.
- 1973: Stray al Gobierno Marrone al Poder Teatro El Nacional; Dirigida por Carlos A. Petit, con Adolfo Stray, José Marrone, Katia Iaros, Estela Raval, Silvia Scott, Moria Casán y Mario Fortuna.
- 1973: ¡Chau!.. Te Esperamos en el Cómico – La Revista Institucionalizada Teatro El Nacional; Dirigida por Carlos A. Petit, con Pedrito Rico, Mimi Pons, Vicente Quintana, Mario Sapag, Norman Erlich, Alberto Locatti, Tini Araujo, Dorita Acosta y la Coreografía de E. Ibarreta.
- 1974: La Banana Mecánica Teatro Cómico (Buenos Aires); Dirigida por Carlos A. Petit, con José Marrone, Estela Raval, Moria Casán, Gogó Andreu, Jorge Luz, Guido Gorgatti y Haydee Padilla.
- 1974: La Banana Mecánica Teatro Español de Posadas; con Adolfo Stray, Moria Casán, Gogó Andreu, Sonia Grey, Patricia Dal, Rosaura Silvestre, Mario Fortuna, Cacho Galeano, Raquel Álvarez y Karina Lester, dirigida por Carlos A. Petit, codirección y escenografía F. Raimundo.
- 1974 Los Colegialas se Confiesan, Teatro Rossini (Bahía Blanca) Dirección General de Carlos A. Petit, Coreografía Eric Zepeda, con Alfredo Barbieri, Don Pelele, Moria Casán, Patricia Dal, Vicente Rubino, Raquel Álvarez, Karina Lester, Lynn Alison, Carmen Luz, Graciela Ross, Mikket Squar, y J. Carlos Lema.
- 1976: Erase una vez en Buenos Aires Teatro Cómico con Andrés Percivale, Valeria Lynch, Katia Iaros, Dringue Farías, Gogó Andreu, Adriana Parets, y Mimí Ardú.
- 1978: Los reyes del Tabarís, Teatro Tabarís; con Adolfo Stray, Dringue Farías, Alfredo Barbieri, Adriana Aguirre, Vicente Rubino, Hellen Grant y Rodolfo Zapata.
- 1978:  Que Piernas para el Mundial Teatro Cómico; con Dringue Farías, Alfredo Barbieri, Adriana Aguirre y Vicente Rubino.
- 1979 Risas y Algo Más… En Tabaris, Teatro Tabaris; Dirección General de Carlos A. Petit, Coreografía Enrique Ibarreta, Música Horacio de la Roca, con Alfredo Barbieri, Don Pelele, Patricia Dal, Carmen Barbieri, Carlos Scazziota, Rafael Carret, Ricardo “Chiqui” Pereyra, Alexandra Bell, Estela Venezia, Héctor Vieyra, Eric Galeano, y Juan Carlos Curiel.
- 1980: Buenos Aires Versus Paris Teatro Tabaris; con Ámbar La Fox, Gogó Andreu, A. García Grau, Gissel Ducal, Ria Pepping, Miranda Smith, Atilio Pozzobon, José Luis Álvarez, Los Urckis, Pete Martin, Cristian Tocco, Oliver Briac, Christine Brumbley, Claude Bajazet, Naddi Bouazouzi, Mickle Coudon y Olga Matano, Dirección General Carlos A. Petit.
- 1982: La revista del París Teatro París de Necochea, con Juan Verdaguer, Naanim Timoyko, Vicente Rubino y Mariquita Gallegos, Dirigida por Carlos A. Petit.
- 1983: La Revista Multipartidaria Teatro Astros; con Don Pelele, Alfredo Barbieri, Mario Sánchez, Adiana Aguirre, Orlando Marconi, Vicente Rubino, Nanzy Rey, Jorge Juan, Claudia Valenzuela, Lia Montes, Rita Rizzo, Sharito Poppe y Ballet Topless, director general, Carlos A. Petit.

Actuó en el musical Añoranzas, de Manuel Linares Rivas, presentado en el teatro Liceo junto con José Marrone, Lalo Malcolm, Margarita Dell, el dúo acrobático Doris and Robert, el trío Los Caballeros del Trópico y el conjunto coreográfico que dirigía Ethel Alderson.
García Ramos además de dirigir algunas obra teatrales también fue un gran chansonnier, interpretando canciones de carácter humorísticos o satíricos.

## Valoración
El Matchmaker de la Revista Porteña Carlos A. Petit, en el programa de la revista  “Corrientes... casi esquina Champs Elysees” describe a Roberto García Ramos de la siguiente forma: 

Desde que debutó en el teatro con el nombre artístico de “El Chato García”, han transcurrido algunos años… fue entonces Chansonier y ágil bailarín en los años iniciales de la revista, entonces más criolla que porteña… a esas aptitudes escénicas sumo la de caricaturista de nota…
Roberto G. Ramos es uno de los actores argentinos más fieles con que a contado el género frívolo, y su larga y meritoria experiencia teatral la utiliza hoy, con notoria eficacia, para componer los tipos más dispares en los sketchs cómicos y que provocan la réplica oportuna y graciosa de los primeros actores, aunque García Ramos (también “El Chato Ramos”) no deja de ser en el escenario una primera figura por su veteranía de actor y su responsabilidad profesional.
Carlos A. Petit

## Actividad Gremial
El Chato tuvo una vida sindical intensa, a pesar de su labor artística, encontrando tiempo para ocuparse por el destino de los que dedican su vida al espectáculo, comprometido en la demanda de mejores condiciones laborales para los artistas de varietés. Esto lo llevó a formar parte de la Comisión Directiva, en la década del 50 de la Unión Argentina de Artistas de Variedades (UADAV). Siendo uno de los firmantes de la escritura de la primera Sede Gremial, en la Ciudad Autónoma de Buenos Aires .

## Vida privada
En su vida no todas fueron marquesinas, escenarios y aplausos, también le tocaron momentos aciagos. En 1934 parte de viaje de placer a España con sus amigos el actor Carlos Enriques (El Lungo Enriques) y con el director de orquesta Eugenio De Briganti. Unos meses después de su llegada en los comienzos de 1935, es contratado por Enrique Santos Discépolo y Tania para realizar una gira recorriendo toda España y posteriormente Portugal. Finalizada la gira es contratado para actuar en el Teatro Coliseun de Madrid, por la compañía de Celia Gámez como su partenaire, hasta que a mediados del mes de julio de 1936 estalla la Guerra civil española. Comenzando su calvario para intentar escapar de los horrores de esa contienda fratricida. Hasta que a fines del mes de septiembre logra tomar un tren internacional que lo lleva al puerto de Alicante, en donde embarca en el Buque Argentino 25 de Mayo que lo traslada al puerto de Lisboa. Unas semanas después consigue en carácter de repatriado, subir a bordo del buque Alemán Madrid, (que a la sazón viajaban los atletas alemanes ganadores de medallas en los juegos olímpicos de Berlín), que finalmente luego de varias escalas lo trae de vuelta a su Buenos Aires sano y salvo, pero con el sabor amargo de lo vivido.
Estuvo casado por muchos años con la cantante de tango y actriz Carmen del Moral.

## Tragedia y fallecimiento
Roberto García Ramos murió en 1994 tras una larga agonía de 20 días al ser atropellado por una moto mientras caminaba. Sus restos descansan en el Cementerio San Antonio de Padua de San Miguel, provincia de Buenos Aires. Ramos tenía 86 años.